# Дзадзики

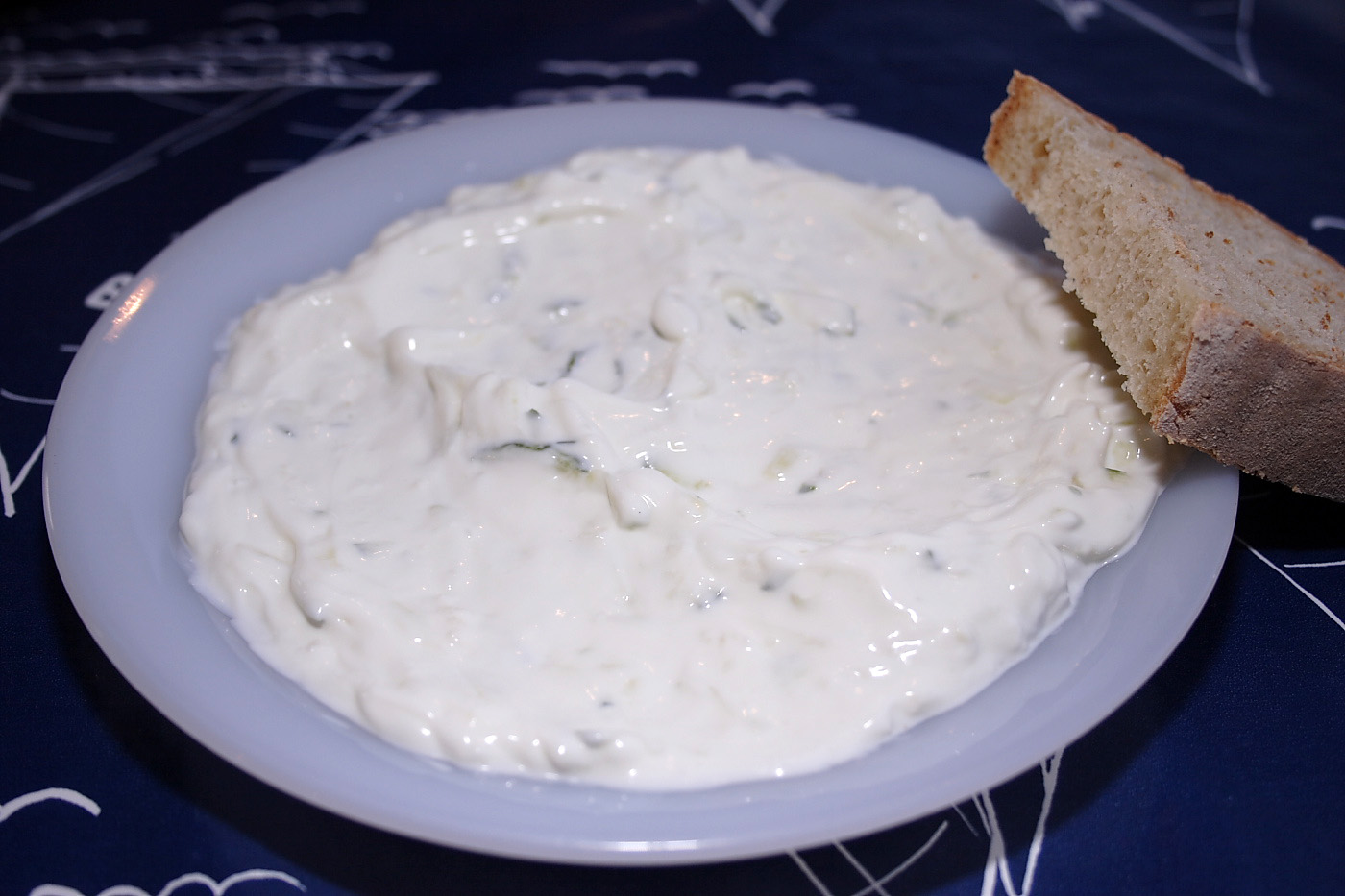
Дзадзики с хлебом

Дзадзи́ки (греч. τζατζίκι [dza'dziki]), также цаци́ки — холодный соус-закуска из йогурта, свежего огурца и чеснока, традиционное блюдо греческой кухни.
Для приготовления дзадзики используют густой отжатый через кусок марли йогурт без вкусовых добавок (в Греции и Турции обычно из овечьего или козьего молока), греческий йогурт. В него кладут несколько зубчиков чеснока, а также натёртый на тёрке и отжатый огурец, затем заправляют солью и перцем и добавляют немного оливкового масла. Иногда также добавляют лимонный сок, укроп, петрушку или мяту.
Дзадзики обычно является составной частью мезе́ и используется как соус-дип к хлебу или овощам. Также соус часто подают к мясным блюдам, например, к гирос или сувлаки, или к жареной рыбе.

## Название
Название соуса греч. τζατζίκι происходит от тур. cacık (джаджи́к), блюда турецкой кухни, которое состоит из тех же ингредиентов, но отличается более жидкой консистенцией, и, фактически, является холодным супом. Турецкое слово, в свою очередь, происходит от перс. ژاژ‎ [ʒāʒ], означающего любые дикорастущие съедобные травы.

## Разновидности
В кипрской кухне блюдо называется талатури (ttalattouri) и, в отличие от греческого рецепта, содержит мяту и меньшее количество чеснока.

В македонской и болгарской кухнях аналогом считается холодный суп таратор или же его «сухой» вариант из отжатого йогурта.

В персидской кухне блюдо называется mast-o-khiar.

Также дзадзики можно сравнить с индийским соусом раита из огурца.

## История
Таратор — это название блюда, приготовленного из молотого грецкого ореха и уксуса в средневековой Османской империи. Блюда различных приготовлений, включая салаты и соусы, получили своё название в этом регионе. В Леванте таратур — это соус на основе тахини, а в Турции и на Балканах он стал означать сочетание йогурта и огурцов, иногда с грецкими орехами. Это стало традиционной частью мезе.